# Pont 4 d'Abril
El pont de Catumbela, oficialment conegut per Ponte 4 de Abril és un pont sobre el riu Catumbela, localitzat al municipi de Catumbela, província de Benguela a Angola.Fou inaugurat el 10 de setembre de 2009 pel President d'Angola, José Eduardo dos Santos, i uneix els municipis de Benguela i Lobito, a més d'altres províncies del país.

## Història

### Construcció
El projecte de construccuó del Pont 4 d'Abril fou obra dels enginyers Armando Rito i Pedro Cabral, i es va iniciar la construcció el juliol de 2007 per dues empreses, Soares da Costa i Mota-Engil, empleant treballadors angolesos i estrangers. L'obra es va acabar el juliol de 2009 i va costar 27 milions d'euros.

### Estructura
El pont es caracteritza per:
- Suspensió completa;
- Una longitud total de 438 metres;
- Gual Principal 160 m;
- Espais laterals 64 m cadascun;
- Ample de 24,5 m;
- Torres en forma d'U, amb 50 m cadascuna;
- Dos viaductes d'accés;
- Plataforma al riu amb 170 metres;
- Dos carrils en cada sentit;
- Dos nivells per al pas dels vianants.[3]

### Nom
El nom 4 de Abril fou atribuït en al·lusió a la data dels acords de pau de 2002, que va posar fi a la Guerra Civil angolesa.
La seva construcció és considerada de gran importància, ja que permet enllaçar les províncies del nord, centre i sud del país, facilitant sobretot el trànsit entre els municipis de Benguela i Lobito.